# 모니카 캘훈
모니카 캘훈(영어: Monica Calhoun, 1971년 7월 29일~)은 미국의 배우이다.

## 작품 목록

### 영화
- 안나 루카스타 (2014년)
- 더 베스트 맨 홀리데이 (2013년) - 미아 역
- 프렌즈 앤 러버즈 (2005년) - 데브라 역
- 살롱 (2005년) - 브렌다 역
- 파이널 브레이크다운 (2002년)
- 시빌 브랜드 (2002년)
- 러브 앤 베스킷볼 (2000년) - 케리 역
- 인터밋 비트레이얼 (1999년)
- 더 베스트 맨 (1999년)
- 플레이 클럽 (1998년)
- 시스터 액트 2 (1993년)
- 잭슨가의 사람들 (1992년)
- 바그다드 카페 : 디렉터스컷 (1987년) - 필리스 역